# Piste de bobsleigh de l'Alpe d'Huez
Ne doit pas être confondu avec Piste olympique de bobsleigh de l'Alpe d'Huez.
La piste de bobsleigh de l'Alpe d'Huez est une ancienne piste de bobsleigh de France, à l'Alpe d'Huez, station de sports d'hiver d'Isère, dans le massif des Grandes Rousses. Elle est conçue pour les championnats du monde de bobsleigh 1951 mais est remplacée par une piste olympique située non loin afin accueillir les épreuves de bobsleigh des Jeux olympiques d'hiver de 1968 dont la ville-hôte est Grenoble. Son remplacement par la piste olympique et les difficultés d'exploitation liées notamment au fait qu'elle est orientée plein sud font qu'elle est rapidement désaffectée et démolie petit à petit au gré des aménagements de la station au cours des décennies suivantes.

## Caractéristiques
La piste est située à l'Alpe d'Huez, station de sports d'hiver de l'Isère sur la commune d'Huez. Le site constitue l'adret du col du Poutran, au pied de la Grande Sure et du rocher Tabeurle, sous le pic de l'Herpie, un sommet des Grandes Rousses. La station de l'Alpe d'Huez se trouve juste au sud-ouest et le téléphérique des Grandes-Rousses au nord.
Elle se compose de six virages entre 1 990 et 1 850 mètres d'altitude soit un dénivelé de 140 mètres.

## Histoire
La piste est construite à l'occasion des championnats du monde de bobsleigh 1951, mais son existence sera relativement brève puisqu'elle est remplacée moins de vingt ans plus tard par une nouvelle piste. En effet, la station de l'Alpe d'Huez est retenue pour les épreuves de bobsleigh des Jeux olympiques d'hiver de 1968 grâce à sa capacité hôtelière, son altitude à 1 860 mètres et son ensoleillement élevé, mais l'ancienne piste ne répond pas aux attentes des organisateurs des jeux et il est décidé de la construction d'une nouvelle infrastructure. La première piste, supplantée par la piste olympique et souffrant d'une orientation plein sud qui entraîne des difficultés d'englacement, est alors abandonnée. Le sentier « la piste de bob » constitue l'un des rares témoignages de cette ancienne piste de bobsleigh,,.

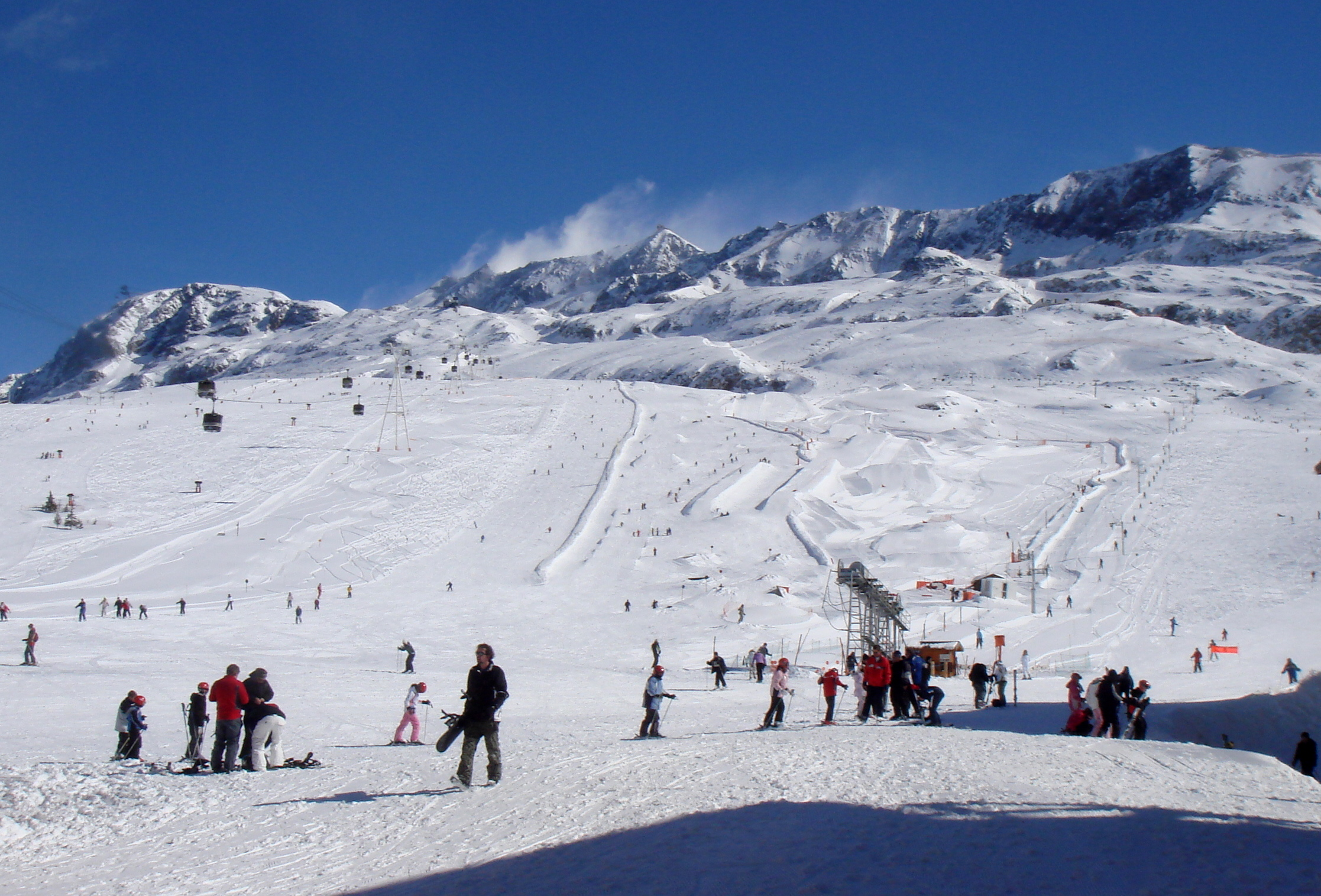
Le site de la piste de bobsleigh sur l'adret du col du Poutran au pied des Grandes Rousses en 2008.